# Cyrtopodium punctatum
'Cyrtopodium punctatum é uma espécie de orquídea litófita ou de hábito terrestre. Esta espécie distingue-se por seus grandes e carnudos pseudobulbos, o escapo floral roxo com vagens de grande porte, escariosas e manchadas de roxo e inflorescências panículas com muitas flores amarelas manchadas de roxo ou marrom. É nativa dos Estados Unidos (Flórida) até as Antilhas.
Também é conhecida como Bisturi-do-mato, bisturi-vegetal, cola-de-sapateiro, lanceta-milagrosa, rabo-de-tatu, sumaré-da-pedra, sumaré-do-pau.

## Propriedades
Utiliza-se o cozimento dos pseudobulbos como expectorante, para tosse seca, bronquite e asma, em forma de xarope. Usado como um emoliente e para contusões, luxações e fraturas. Propõe-se a sua utilização para evitar a perda de cabelo e como dermático.

## Sinonímia
- Epidendrum punctatum L., Syst. Nat. ed. 10, 2: 1246 (1759).
- Cymbidium trinerve G.Mey., Prim. Fl. Esseq.: 258 (1818).
- Cyrtopodium bracteatum Linden ex Lindl., Orchid. Linden.: 23 (1846).
- Epidendrum mayzifolium Lindl., Fol. Orchid. 4: 93 (1853).
- Cyrtopodium speciosissimum Planch., Ann. Gén. Hort. 22: 179 (1877).[2]